# 제프 벡
제프 벡(영어: Jeff Beck, 1944년 6월 24일 ~ 2023년 1월 10일)은 영국의 록 기타리스트이다. 에릭 클랩튼, 지미 페이지와 함께 야드버즈 출신의 유명 기타 연주자 3인 중 한 명이다. 《롤링 스톤》지에서 발표한 '이 시대의 가장 위대한 기타 연주자 100명'에서 14위로 선정되었다.
제프 벡은 많은 곡들을 발매, 연주해왔으며 블루스 록, 헤비 메탈, 재즈 록, 최근의 기타 록과 일렉트로니카의 혼합 등 다양한 장르의 곡들을 다루고 있다. 벡은 일찍이 폭넓은 지지를 받아왔는데, 그래미상 최우수 록 연주 부문을 수상하기도 하였으며, 1970년대 중반 솔로로 출시한 앨범 2장이 크게 인기를 끌었다.
벡은 2009년 로큰롤 명예의 전당 헌액대상자 명단에 올랐으며, 같은해 4월 4일에 열린 헌액식에서 정식으로 등재되었다.

## 어린 시절
내가 일렉트릭 기타와 어쿠스틱 기타의 차이점을 알기도 전에 나는 일렉트릭 기타에 먼저 흥미를 느꼈다. 나무판 위에 노브와 스위치가 달려있는 일렉트릭 기타는 매혹적이었다. 나는 그것을 어떻게든 가져야만 했다. -

제프리 아놀드 벡(영어: Geoffrey Arnold Beck)은 1944년 6월 24일 영국 왈링톤 데메인 로드 206번지에서 아버지 아놀드 벡과 어머니 에델 벡 사이에서 태어났다. 10살 때 교회 성가대에서 노래했고 서튼 매너 학교와 서튼 이스트 카운티 신(新) 중등 학교를 다녔다.
벡에게 처음 강한 인상을 남긴 일렉트릭 기타 연주자는 레스 폴이었다. 벡이 처음으로 일렉트릭 기타를 라디오로 들은 것이 6살 때로 레스 폴의 <How High the Moon> 연주였다. 그는 어머니에게 그것이 무엇이냐고 물었고 어머니가 일렉트릭 기타라고 말해주자 벡은 "내가 그걸 할거야"라고 했다고 한다. 이외에도 초기에 음악적 영향을 준 이들로는 진 빈센트 앤 더 블루스 캡스의 클리프 갈럽, B.B. 킹, 스티브 크롭퍼가 있다.
십대 시절에는 기타를 빌려서 치거나 직접 만들어 보려고도 했는데 몸통은 여송연 상자들을 붙여서 나사로 조이고 거친 울타리용 나무와 모형비행기 콘트롤 라인으로 넥을 만든 다음 프렛은 그려넣었다. 두 번째로 시도할 때에는 넥의 길이를 베이스 기타에 맞춰서 했다고 한다.
윔블던 미술대학을 졸업하고 화가와 장식가, 골프장 관리자, 자동차 스프레이 페인트공 등으로 잠시 일했다. 십대 시절 지미 페이지를 소개해 준 이는 벡의 누나인 아네타였다.

## 음악 경력

### 1960년대
윔블던 미술대학을 다니던 중 제프 벡은 여러 밴드들과 연주했는데 그 중에는 1962년도에 오리올 레코드에서 <Dracula's Daughter"/"Come Back Baby>를 함께 녹음했던 스크리밍 로드 서츠 앤 더 새비지스(Screaming Lord Sutch and the Savages)도 있었다.
1963년 롤링 스톤즈(Rolling Stones)의 스튜어트를 통해 알앤비를 접하게 된 이후 그는 나이트쉬프트(Nightshift)라는 밴드를 조직하여 옥스포트가에 위치한 100 클럽에서 연주하며 피카딜리 레이블을 통해 싱글 <Stormy Monday>와 <That's My Story>를 발매했다. 이후 크로이돈의 밴드인 럼블스(Rumbles)에 합류하여 1963년 잠시 동안 리드 기타리스트로 진 빈센트와 버드 홀리의 곡들을 연주하며 여러 기타 스타일을 잘 따라하는 재능을 보여주었다. 그러다가 치스윅 지역의 트라이던츠(Tridents)라는 밴드에 들어갔다. "이들은 지미 리드의 곡들 같은 완전 알앤비 음악들을 했기에 나에게는 적격이었다. 우리는 이런 곡들을 더 강력한 록으로 만들었다. 여전히 12마디 블루스였지만 우리는 열광했다"고 벡은 말한다. 1964년 팔로폰 음반사에서 나온 피츠 앤드 스타츠(Fitz and Startz)의 싱글 <I'm Not Running Away>와 <So Sweet>에 세션 기타리스트로 참여하기도 했다.

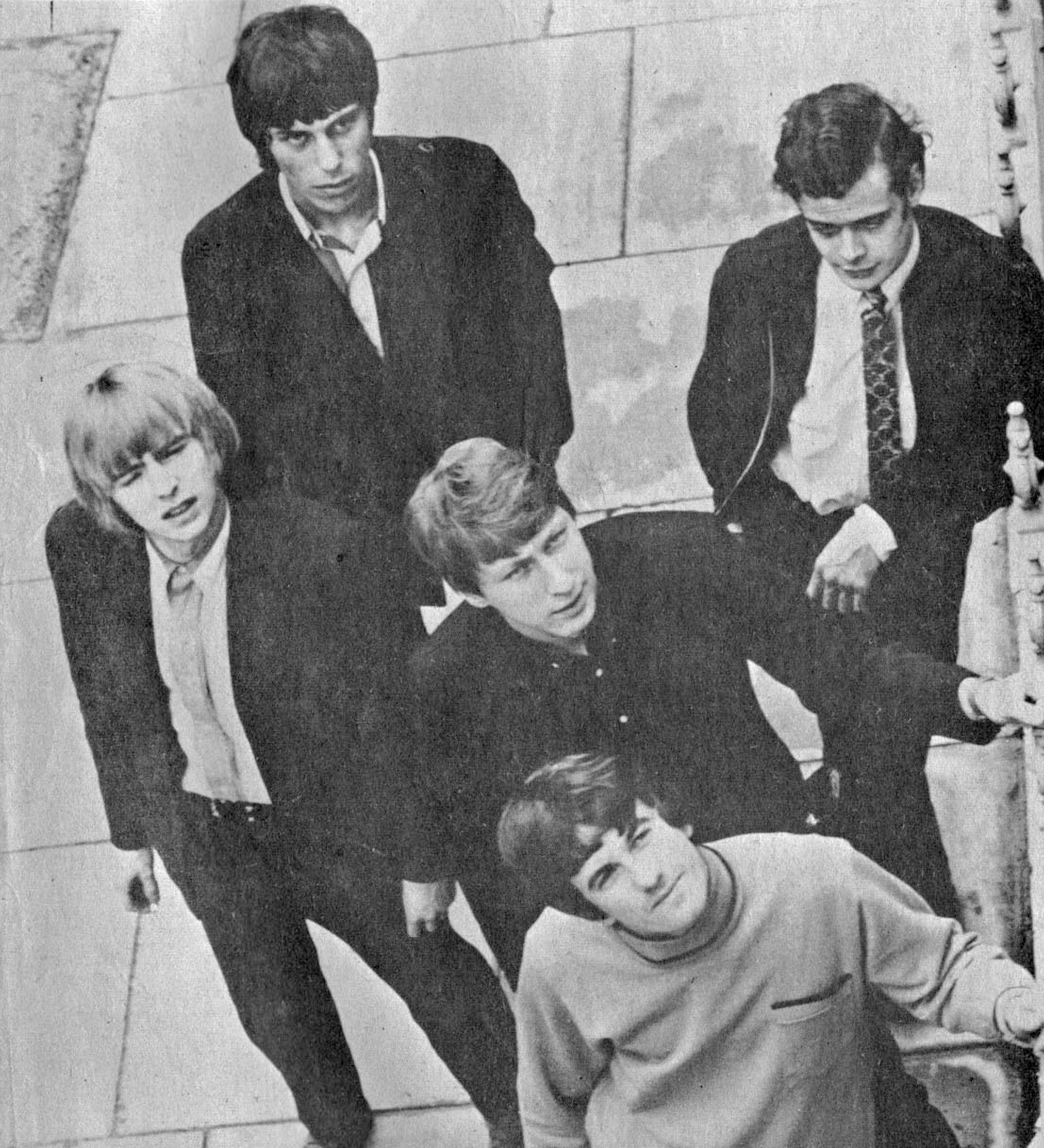
1965년 야드버즈 시절의 제프 벡(왼쪽 위)

1965년 3월, 제프 벡은 동료 세션 기타리스트였던 지미 페이지의 추천으로 야드버즈(Yardbirds) 밴드에 에릭 클랩튼의 후임으로 영입되면서 본격적인 기타리스트로서의 활동을 시작했다. (먼저는 페이지에게 섭외가 왔었다). 벡이 있는 20개월 동안 야드버즈는 대부분의 톱 40에 들어간 곡들을 녹음했고 1966년에 발매된 한 장의 앨범 <Roger the Engineer>(미국에서는 <Over Under Sideways>란 이름으로 발매)을 냈다. 그리고 같은 해 벡은 <Beck's Bolero>라는 연주곡을 녹음했다. 야드버즈 멤버들 대신에 지미 페이지가 12줄 리듬 기타를, 드럼은 키스 문, 베이스는 존 폴 존스, 피아노에 니키 홉킨스가 함께 했다. 6월에 지미 페이지가 야드버즈에 처음에는 베이스로 합류했다가 이후 세컨드 리드 기타가 된다. 당시 이중 리드 기타 라인업은 1966년 미켈란젤로 안토니오니의 영화 <욕망(Blow-up)>에서 <Train Kept A-Rollin>과 <Stroll On>을 연주하는 장면에 나오기도 한다.
제프 벡은 미국 투어 중에 지속적으로 약속한 시간에 나타나지 않는 문제가 있었고 더불어 완벽주의로 인해 주위를 힘들게 했고 또 불같은 성격 때문에 밴드에서 해고되었다. 1967년 야드버즈 탈퇴 후 벡은 팝 제작자인 미키 모스트와 함께 자신의 목소리가 담긴 두 개의 솔로 싱글 <Hi Ho Silver Lining>과 <Tallyman>을  녹음했다. 그리고 나서 로드 스튜어트를 보컬로 영입, 대망의 '제프 벡 그룹'(The Jeff Beck Group)을 결성한다. 제프 벡 그룹은 이들 외에 베이스에 로니 우드, 피아노에 닉키 홉킨스, 드럼에 앤슬리 던바로 구성되었다(드럼은 이후 믹키 왈러로 교체되었다).
제프 벡 그룹은 콜롬비아 레코드사(미국은 에픽 레코드)를 통해 두 개의 앨범, 《Truth》(1968년 8월)와《Beck-Ola》(1969년 7월)를 발매했다. 《Truth》는 레드 제플린(Led Zeppelin)의 데뷔 앨범이 나오기 5개월 전에 출시되었는데 머디 워터스가 처음 녹음하고 레드 제플린 데뷔 앨범에도 비슷한 편곡으로 리메이크 된 <You Shook Me>가 들어있었고 판매 성적도 괜찮아서 빌보드 차트 15위까지 올랐다. 《Beck-Ola》 앨범에서는 드러머가 믹키 왈러에서 토니 뉴만으로 교체되었고 선전하기는 했으나 전 앨범에 비해서는 판매와 평가에 있어 좀 떨어지만 이 두 앨범은 하드록의 음악적 기준이 되었고 미국과 영국에서 음악적 평가와 상업적으로도 성공을 거뒀다.
제2기 제프 벡 그룹은 1971년 '로프 & 레디'와 '제프 백 그룹'란 타이틀의 음반을 발매했다.
이어 1973년에는 베이시스트 팀 보거트와 드러머 카마인 어피스와 트리오를 결성, '벡, 보거트 & 어피스'란 앨범도 선보였다.
제프 벡은 1985년 앨범 '플래시' 수록곡 '이스케이프'로 그래미어워즈에서 최우수 록 연주곡상을 수상했다.
1989년 '테리 보지오와 토니 하이마스와 함께하는 제프 벡의 기타 숍'과 2001년 '유 해드 잇 커밍!'에 수록된 '더티 마인드'로 각각 2번째와 3번째 그래미어워즈 최우수 록 연주곡상을 탔다.
2004년 여름, 제프 벡은 앨범 '제프'에 담긴 '플랜 비'로 4번째 그래미상을 수상했다.
지치지 않는 도전정신과 환경에 굴하지 않는 실험정신으로 수도자로까지 불린 제프 벡은 2009년 4월 로큰롤 명예의 전당에도 올랐다.

## 사망
벡은 2023년 1월 10일 78세의 나이로 리버홀 근처의 병원에서 세균성 수막염으로 사망했다.

## 음반 목록
- Truth (1968)
- Beck-Ola (1969) (제프 벡 그룹)
- Rough and Ready (1971) (제프 벡 그룹)
- Jeff Beck Group (1972) (제프 벡 그룹)
- Blow by Blow (1975)
- Wired (1976)
- There & Back (1980)
- Flash (1985)
- Jeff Beck's Guitar Shop (1989)
- Crazy Legs (1993)
- Who Else! (1999)
- You Had It Coming (2001)
- Jeff (2003)
- Emotion & Commotion (2010)
- Loud Hailer (2016)